# Jierddavuomjávrre
Jierddavuomjávrre är en sjö som ligger i Gjerdalen (Jierddavuobme) i Sørfold kommun i Norge. Sjön kan ses från en anläggningsväg som går från E6 vid Kobbvatnet till Reinoksvatnet längst in i Gjerdalen. Den vägen hålls bara öppen mellan den 15 juli och 15 oktober.
Naturnamnsefterledet vuobme i det lulesamiska namnet för Gjerdalen - Jierddavuobme - kan översättas till "skogklädd dal".

## Flöden
Tillflöde sker i huvudsak från Stillelva, men även från en namnlös jokk som avvattnar Jårbbåjávrre. Jierddavuomjávrre avvattnas av Gjerdalselva (Jierddavuomjåhkå) som mynnar i Kobbvatnet, och därefter fortsätter vattnet till Leirfjorden via Kobbelva. Avrinningsområdet uppströms Jierddavuomjávrre är 148,12 km2 stort.

## Galleri

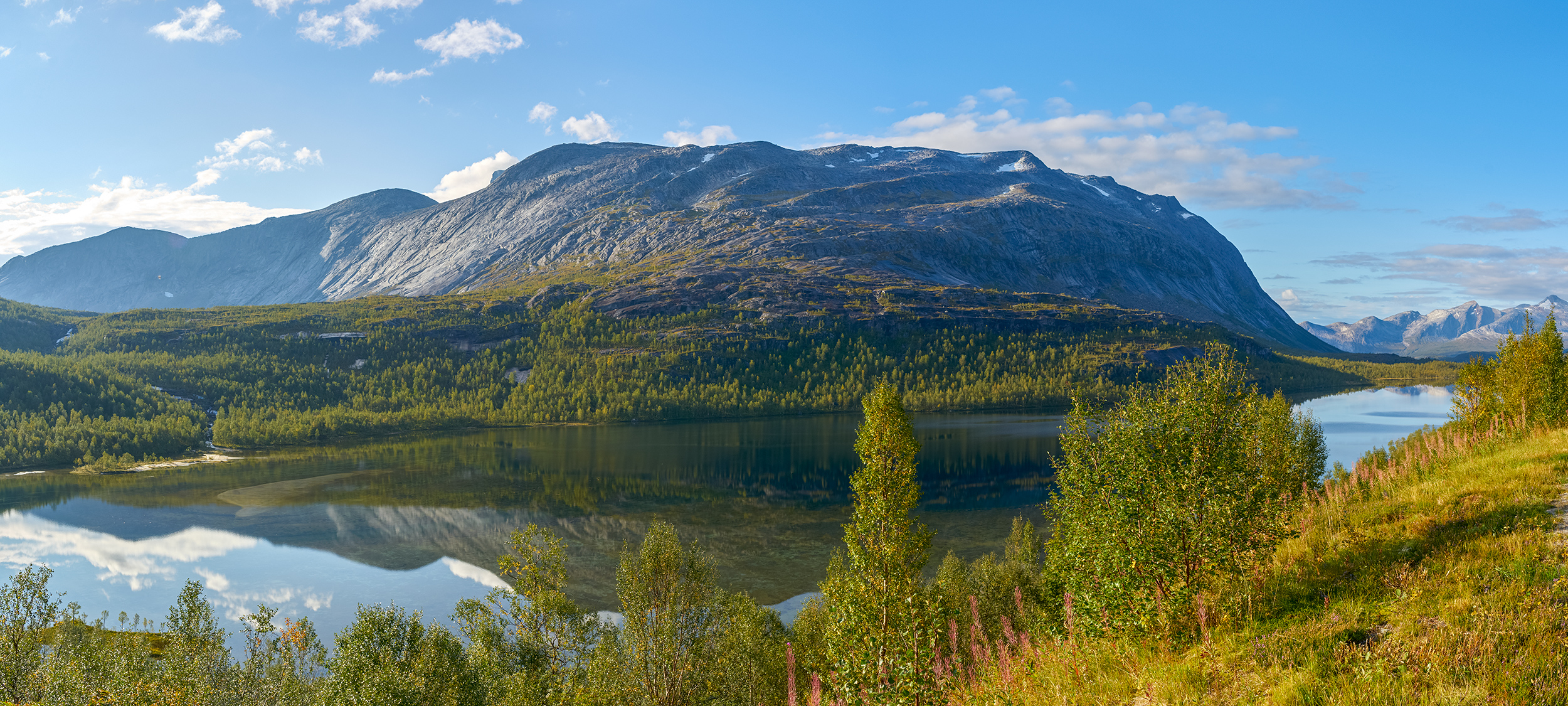
Jierddavuomjávrre (Gjerdalsvatnet) och Jierddatjåhkkå.